# فضائل اساسی

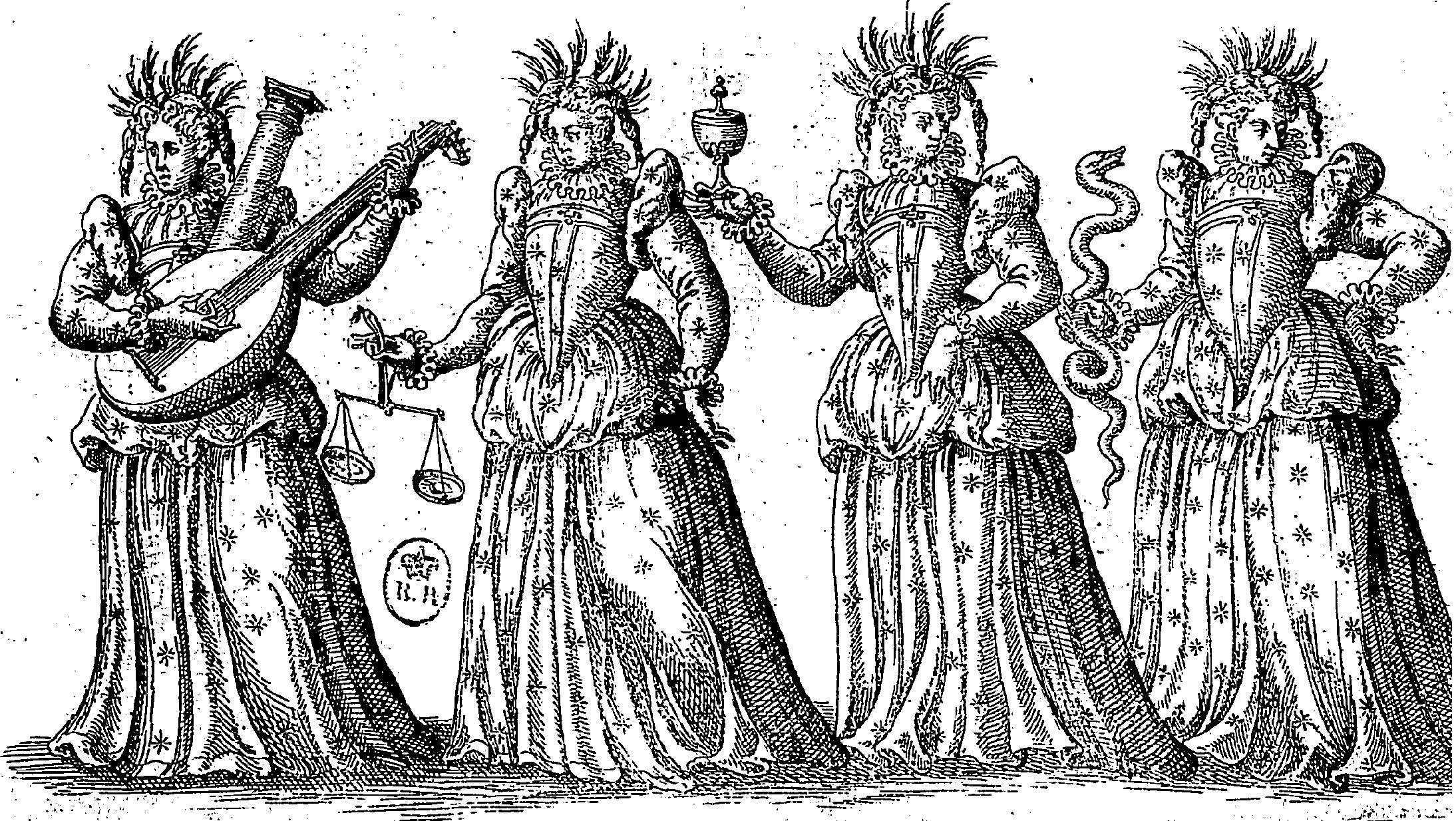
تصویری که چهار فضیلت را انسان‌انگاری می‌کند (Ballet Comique de la Reine, 1582)

فضائل اساسی (cardo) چهار فضیلت ذهن و سیرت در فلسفه دوران باستان و الهیات مسیحی هستند که شامل تدبیر و احتیاط، دلیری، عدالت و خویشتن‌داری می‌شوند. از آنجا که سایر فضائل ذیل این فضائل تعریف می‌شوند آنان را اساسی می‌خوانند.